# Lijst van voetbalinterlands Bhutan - Tadzjikistan
Deze lijst van voetbalinterlands is een overzicht van alle officiële voetbalinterlands tussen de nationale teams van Bhutan en Tadzjikistan. De landen hebben tot nu toe een keer tegen elkaar gespeeld. Dat was een kwalificatiewedstrijd voor de AFC Challenge Cup 2008 op 13 mei 2008 in Barotac Nuevo (Filipijnen).

## Wedstrijden
| № | Plaats        | Datum       | Competitie                          | Wedstrijd             | Uitslag |
| - | ------------- | ----------- | ----------------------------------- | --------------------- | ------- |
| 1 | Barotac Nuevo | 13 mei 2008 | AFC Challenge Cup 2008 kwalificatie | Bhutan − Tadzjikistan | 1 − 3   |

## Samenvatting
| Competitie                     | Totaal gespeeld | Winst Bhutan | Gelijk | Winst Tadzjikistan | Doelsaldo Bhutan – Tadzjikistan |
| ------------------------------ | --------------- | ------------ | ------ | ------------------ | ------------------------------- |
| AFC Challenge Cup-kwalificatie | 1               | 0            | 0      | 1                  | 1 − 3                           |
| Totaal                         | 1               | 0            | 0      | 1                  | 1 − 3                           |

Wedstrijden bepaald door strafschoppen worden, in lijn met de FIFA, als een gelijkspel gerekend.
BFF · Bhutaans vrouwenelftal
Afghanistan ·
Bangladesh ·
Brunei ·
Cambodja ·
Centraal-Afrikaanse Republiek ·
China ·
Filipijnen ·
Guam ·
Hongkong ·
India ·
Indonesië ·
Jemen ·
Koeweit ·
Laos ·
Libanon ·
Macau ·
Malediven ·
Maleisië ·
Mongolië ·
Montserrat ·
Nepal ·
Oman ·
Pakistan ·
Palestina ·
Qatar ·
Saoedi-Arabië ·
Sri Lanka ·
Tadzjikistan ·
Thailand ·
Turkmenistan
TFF · A-internationals · Tadzjieks vrouwenelftal
1994 – 1999 ·
2000 – 2009 ·
2010 – 2019 ·
2020 − 2029
Afghanistan ·
Australië ·
Azerbeidzjan ·
Bahrein ·
Bangladesh ·
Bhutan ·
Brunei ·
Cambodja ·
China ·
Estland ·
Filipijnen ·
Guam ·
Hongkong ·
India ·
Irak ·
Iran ·
Japan ·
Jemen ·
Jordanië ·
Kazachstan ·
Kirgizië ·
Koeweit ·
Libanon ·
Macau ·
Malediven ·
Maleisië ·
Mongolië ·
Myanmar ·
Nepal ·
Noord-Korea ·
Oeganda ·
Oezbekistan ·
Oman ·
Pakistan ·
Palestina ·
Qatar ·
Rusland ·
Saoedi-Arabië ·
Singapore ·
Sri Lanka ·
Syrië ·
Thailand ·
Trinidad en Tobago ·
Turkmenistan ·
Verenigde Arabische Emiraten ·
Vietnam ·
Wit-Rusland ·
Zuid-Korea